# زیردریایی یو-۲۷۴
زیردریایی یو-۲۷۴ (به انگلیسی: German submarine U-274) یک زیردریایی بود که طول آن ۶۷٫۱ متر (۲۲۰ فوت ۲ اینچ) بود. این زیردریایی در سال ۱۹۴۲ ساخته شد.